# Eulepidotis aglae
Eulepidotis aglae är en fjärilsart som beskrevs av William Schaus 1921. Eulepidotis aglae ingår i släktet Eulepidotis och familjen nattflyn. Inga underarter finns listade i Catalogue of Life.